# NGC 2545
NGC 2545 је спирална галаксија у сазвежђу Рак која се налази на NGC листи објеката дубоког неба.
Деклинација објекта је + 21° 21' 22" а ректасцензија 8h 14m 14,1s. Привидна величина (магнитуда) објекта NGC 2545 износи 12,4 а фотографска магнитуда 13,2. Налази се на удаљености од 58,793 милиона парсека од Сунца. NGC 2545 је још познат и под ознакама UGC 4287, MCG 4-20-7, CGCG 119-16, IRAS 08113+2130, PGC 23086.